# Kolonia Jaroty
Kolonia Jaroty ist eine Ortschaft im Stadtgebiet von Olsztyn (deutsch Allenstein), der Hauptstadt der polnischen Woiwodschaft Ermland-Masuren, und gehört zum Stadtteil Generałów.

## Geographie
Kolonia Jaroty befindet sich im Süden der Stadt Olsztyn und wird von den Stadtbezirken Brzeziny, Kortowo (Kortau) und Jaroty (Jomendorf) sowie der Gmina Stawiguda (Gemeinde Stabigotten) umgrenzt. Bis zum Zentrum der Stadt sind es fünf Kilometer.
|  |

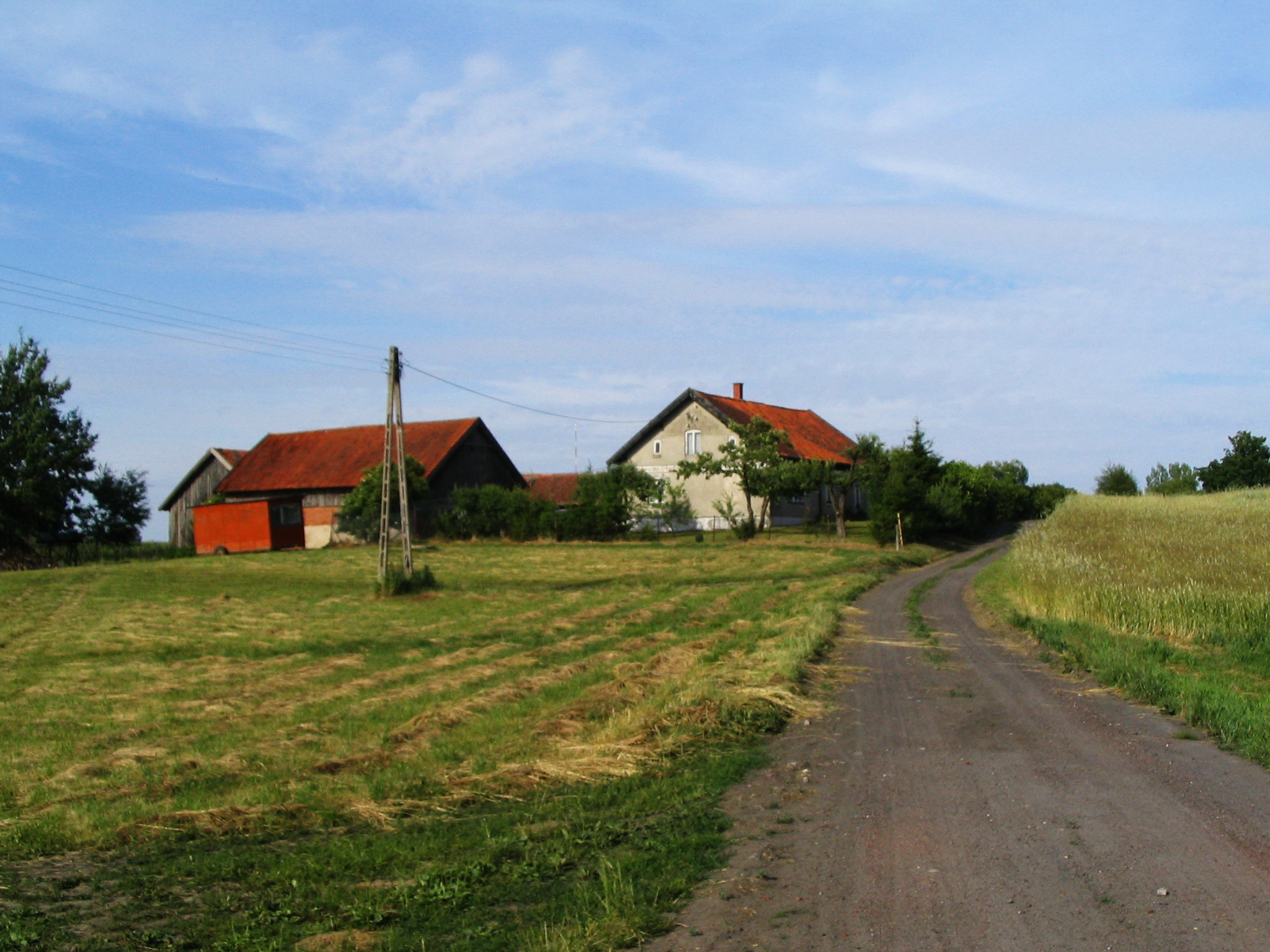
Blick auf Kolonia Jaroty

Kolonia Jaroty ist der ursprüngliche Teil einer Siedlung, deren westlicher Teil sich jetzt als das Dorf Jaroty im Gebiet der Gmina Stawiguda befindet.

## Geschichte
Bis zum Jahre 2007 befand sich Kolonia Jaroty im südwestlichen Bereich des Stadtteils Jaroty (Jomendorf), wurde dann jedoch aufgrund einer Neustrukturierung in den Stadtteil Generałów eingegliedert, zu dem es bis heute gehört.
Die Kolonia Jaroty stand wohl nicht nur namentlich in Verbindung zum heutigen Ort und Stadtteil Jaroty, doch dürfte die deutsche Bezeichnung „Jomendorf“ auf sie nicht anzuwenden sein.
In den 2010er Jahren verzeichnete Kolonia Jaroty ein deutlicher Anstieg reger Bautätigkeit von Reihen- und Einfamilienhäusern. Dementsprechend stieg die Zahl der Einwohner – ähnlich wie in dem zur Gmina Stawiguda gehörenden gleichnamigen Dorf.

## Kirche
Kirchlich ist Kolonia Jaroty zur evangelischen Christus-Erlöser-Kirche Olsztyn in der Diözese Masuren der Evangelisch-Augsburgischen Kirche in Polen hin orientiert, außerdem zur römisch-katholischen Pfarrgemeinde im Stadtteil Generałów im Erzbistum Ermland.

## Verkehr
Kolonia Jaroty liegt an einer Nebenstraße, die von Olsztyn in die Gmina Stawiguda bei Bartąg ((Groß) Bertung) führt. Von der ul. Bartąska zweigt in östlicher Richtung die ulica Rubinowa ab, an der sich die Haltestelle des Stadtverkehrs Olsztyn befindet.
Eine Anbindung an den Bahnverkehr besteht nicht.